# Valeri Goborov
Valerij Goborov, en ucraniano: Валерій Григорович Гоборов, en ruso, Валерий Григорьевич Гоборов (nacido el 20 de enero de 1965 en Cherson, Ucrania y muerto el 7 de septiembre de 1989 en Moscú, Rusia) fue un jugador soviético. Con 2.07 de estatura, jugaba en el puesto de pívot. Su prematura muerte en accidente de tráfico, con solo 24 años, truncó una carrera que prometía mucho, ya que estaba considerado como uno de los baluartes en la pintura de la Unión Soviética, junto con leyendas como Arvidas Sabonis o Alexander Belostenny.

## Trayectoria jugador
- 1986-1987 CSKA Moscú
- 1987-1988  Budivelnyk Kiev
- 1988-1989 CSKA Moscú